# Mascarenhasia speciosa
Mascarenhasia speciosa là một loài thực vật có hoa trong họ La bố ma. Loài này được Scott-Elliot mô tả khoa học đầu tiên năm 1891.